# 趙翼 (朝鮮)
趙翼（：／，1579年5月2日—1655年4月16日），字飛卿，號浦渚、存齋，朝鮮王朝中期文臣、儒學學者。本貫豐壤趙氏。
宣祖在位期間文科及第，歷任正字、檢閲等職。1611年擔任修撰，他與鄭仁弘等人反對將李彥迪、李滉配享文廟，因而被光海君貶官。仁祖反正後，歷任吏曹左郎、直提學、刑曹參議、左承旨、都承旨等官，建立在江原道、忠清道、全羅道實施大同法。以後歷任開城留守、大司諫、副提學、吏曹參判、特進官、漢城府左尹、兵曹參判、成均館大司成、司憲府大司憲、都承旨、大司憲、副提學、大司憲兼大司諫、禮曹判書、大司憲兼同知經筵事、大司憲、工曹判書、禮曹判書兼同知成均館事等職。1636年丙子胡亂期間，因逃亡而被處罰。後於1643年担任元孫李栢的輔養官。此後擔任知中樞府事、大司憲、禮曹判書、吏曹判書、右參贊、左參贊、右議政、左議政等職。死後諡文孝。
趙翼是性理學大家，精通音律、兵法、文章。著有《浦渚集》、《朱書要類》、《書經淺說》、《易象槪略》。